# Adnoumion
L’adnoumion est dans l'Empire byzantin la revue périodique des troupes des armées thématiques. Le stratège convoque dans un aplèkton les stratiotes du thème qu'il commande pour les inspecter et détermine ceux qui sont effectivement enrôlés pour la campagne militaire à venir, et qui reçoivent en conséquence la roga (solde), tandis que les autres sont renvoyés dans leur foyer. Les soldats retenus peuvent se dégager de leur obligation en payant une redevance, qui sert à financer le service de remplaçants pris éventuellement dans d'autres thèmes.
D'après Constantin VII, confirmé par un passage d'Ibn Khordadbeh, la mobilisation des thèmes se fait par rotation sur un cycle de quatre ans au IXe siècle.